# Arkitekturskolan Chalmers
Arkitekturskolan är ett samlingsnamn för de arkitekturutbildningar som bedrivs av institutionen för Arkitektur och samhällsbyggnad vid Chalmers tekniska högskola i Göteborg. Skolan bedriver arkitektutbildning sedan 1868 samt forskning inom arkitektur och samhällsbyggnad.
Arkitekturskolan omfattar utbildningsprogrammet Arkitektur som leder till arkitektexamen, samt masterprogrammen Architecture and urban design och Architecture and planning beyond sustainability. Sedan 2006 har man även hand om utbildningsprogrammet Arkitektur och teknik, som leder till arkitekt- eller civilingenjörsexamen beroende på kursval och examensarbete.
Arkitekturskolan har bedrivits under flera former genom åren. Initialt bedrev Chalmers en utbildning av en mer teknisk karaktär tillsammans med Konstakademien för att sedan bedriva utbildning inom ramen för institutionen för Arkitektur, vilken lades ned i samband med en omorganisation på Chalmers år 2017 då verksamheten flyttades till institutionen för Arkitektur och samhällsbyggnad. 
Skolan huserar idag i en byggnad från 1968 på Campus Johanneberg, ritad av Helge Zimdal. Byggnaden, som i sin stil är strukturalistisk, är helt kvadratisk och omfattar fyra våningar kring en öppen gård, vilken sedan början av 1990-talet är inbyggd. Förutom utbildningarna inom Arkitektur och Arkitektur och teknik, finns här Väg- och vatteningenjörs-, Byggingenjörs- och Affärsutveckling Bygg-programmen. Byggnaden totalrenoverades och återinvigdes hösten 2017 under namnet Samhällsbyggnad I (SBI).

## Berömda alumni
- Klas Anshelm
- Cyrillus Johansson
- Sigurd Lewerentz
- Ivar Tengbom
- Ernst Torulf
- Gustaf Wickman
- Gert Wingårdh

## Professorer (i urval)
- Claes Caldenby
- Elias Cornell
- Jan Gezelius
- Hans Hedlund
- Ola Nylander
- Jan Wallinder

## Årsböcker
- Claes Caldenby, Peter Christensson, Matts Heilj, Ola Nylander, Marianne Ohlander, Lotta Särnbratt, red (2010). Chalmers Arkitektur 2010. [Publikation / Chalmers tekniska högskola, Institutionen för arkitektur], 1650-6340 ; 2010:07. Göteborg: Chalmers tekniska högskola, Institutionen för arkitektur. Libris 11941797
- Claes Caldenby, Matts Heilj, Marianne Ohlander, Lotta Särnbratt, red (2009). Chalmers Arkitektur 2009. [Publikation / Chalmers tekniska högskola, Institutionen för arkitektur], 1650-6340 ; 2009:8. Göteborg: Chalmers tekniska högskola, Institutionen för arkitektur. Libris 11609739

## Hemsida
- Arkitekturskolan Chalmers